# Wireworld

以Wireworld模擬的二極體，下面的是逆向偏壓（藍：電子頭；紅：電子尾；黃：導體；黑：空）

Wireworld是一種細胞自動機，由Brian Silverman在1987年發明，作為其程式Phantom Fish Tank的一部分。後來《科學美國人》的「電腦娛樂」一欄提及它而成名。Wireworld適合模擬電子邏輯元素，或控制極。儘管規則簡單，Wireworld具有圖靈完備性。

## 規則
1. 空
2. 導體
3. 電子頭
4. 電子尾

時間以離散的步伐進行，單位是「代」。
→:變為
- 空→空
- 電子頭→電子尾
- 電子尾→導體
- 當導體擁有一至兩個電子頭鄰居時，導體→電子頭

兩個時脈產生器和XOR閘